# Otón I de Baden-Hachberg
Otón I, margrave de Baden-Hachberg (m. en 9 de julio de 1386 en la batalla de Sempach) fue margrave de Baden-Hachberg desde 1369 hasta 1386.

## Biografía
Otón era hijo y heredero de Enrique IV de Baden-Hachberg y de Ana de Üsenberg. Fue margrave soberano de Baden-Hachberg entre 1369 y 1386. Su padre hipotecó el 11 de junio de 1356 el castillo y el señorío de Hachberg a Juan Malterer. En la misma época, Otón se prometió con su hija, Isabel Malterer, pudiendo recuperar así la posesión del castillo y de la señoría.
Otón murió el 9 de julio de 1386 en la batalla de Sempach librada contra los Habsburgo. Después de su muerte, sus hermanos Juan y Hesso reinaron conjuntamente sobre el margraviato de Baden-Hachberg.